# Zamfira Mihail
Zamfira Mihail (n. 15 iunie 1937, Chișinău, România) este o cercetătoare în domeniul lingvisticii comparate și al slavisticii, filolog, doctor în filologie și profesor universitar, de trei ori laureată a premiului Academiei Române.

## Biografie

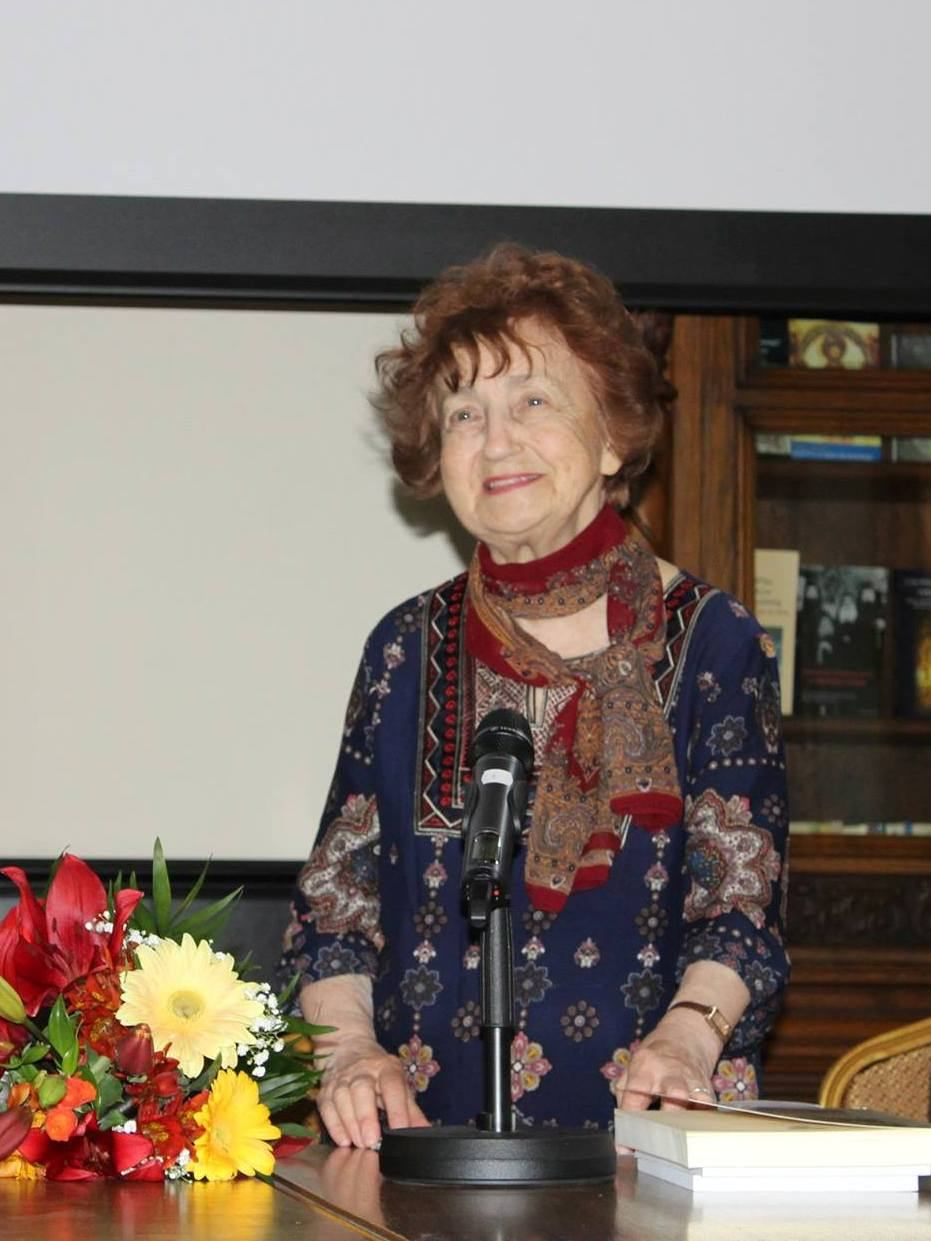
Zamfira Mihail în 2017

S-a născut la Chișinău, în familia preotului savant Paul Mihail și a Eugeniei. În 1954 a absolvit Școala medie de fete nr. 1 din Iași, după care a urmat cursurile Facultății de Filologie din cadrul Universității „Alexandru Ioan Cuza” din Iași, până în 1958. A susținut teza de doctor în filologie cu tema „Terminologia portului popular românesc” în 1974. În perioada 1958-1971 a activat ca cercetător științific la Filiala din Iași a Academiei Române. Este autoare a peste 400 de articole și studii în domeniul lexicologiei, etimologiei, geografiei lingvistice pentru istoria limbii române.

## Premii
- 1978: Premiul „Timotei Cipariu” al Academiei Române pentru lucrarea Terminologia portului popular românesc în perspectivă etnolingvistică comparată sud-est europeană, Ed. Academiei, 1978
- 1988: Premiul „B.P.Hasdeu” al Academiei Române, pentru ediția BIBLIA 1688
- 1993: Premiul „Eudoxiu de Hurmuzaki”, împreună cu Paul Mihail, pentru lucrarea Acte în limba română din Basarabia, 1812-1830, vol. I, Ed. Academiei, 1993
- 2000: Premiul „Ethnos” „pentru întreaga activitate de cercetare în domeniul lingvisticii comparate și contribuțiile remarcabile în etnolingvistică și antropologie culturală”
- 2010: Premiul Salonului Internațional al Cărții, Chișinău
- 2014: Premiul Național Galex, acordat de Biblioteca Națională a R. Moldova